# Amina Dilbazi
Amina Dilbazi (en azéri : Əminə Paşa qızı Dilbazi), née le 26 décembre 1919 et morte le 30 avril 2010, est une danseuse soviétique azerbaïdjanaise, chorégraphe et artiste du peuple de la RSS d'Azerbaïdjan.

## Biographie
Amina Dilbazi est née le 26 décembre 1919 en Azerbaïdjan, dans la région de Qazakh. Le compositeur Djovdet Hadjiyev était l'époux d'Amina Dilbazi.L'artiste est décédée le 30 avril 2010 à l'âge de 90 ans. Elle est enterrée dans la 1re Allée d’honneur.

## Carrière
Apparue pour la première fois sur scène en 1935, l'actrice chanté une chanson d'Uzeyir Hadjibeyov. De 1936 à 1939, elle est soliste de l'ensemble de chant et de danse de la Société philharmonique d'État d'Azerbaïdjan. Depuis 1949, elle enseigne à l'école chorégraphique. Par la suite, en 1959, A. Dilbazi dirige le groupe de danse « Chinar ». La même année, elle reçoit le titre d'Artiste du peuple de la RSS d'Azerbaïdjan. En 1967, elle crée l'ensemble féminin « Sevindj ».

## Chorégraphie
Les danses populaires qu'elle interprétait sont « Innabi », « Terekeme », « Mirzaï » (« Vagzaly »), « Turadji », « Naz eleme ». Le répertoire de la danseuse azerbaïdjanaise comprenait également des danses russes, ukrainiennes, ouzbeks et orientales.
Elle était également chorégraphe des danses dans des films et les œuvres scéniques comme l'opéra « Leyli et Madjnun », les comédies musicales « Arshin-mal-alan » et « Pas celle-là, donc celle-ci » où elle-même jouait la scène de danse.
En 1957, elle gagne la médaille d'or au VI Festival international de la jeunesse et des étudiants à Moscou.
En 2019, le président de la République d'Azerbaïdjan signe un décret sur la tenue d'un certain nombre d'événements à l'occasion du centenaire d'Amina Dilbazi.